# Todd (album)
Pour les articles homonymes, voir Todd.
Albums de Todd Rundgren
A Wizard, a True Star
(1973) Initiation
(1975)
Singles
1. A Dream Goes On Forever
Sortie : mars 1974

Todd est le cinquième album de Todd Rundgren, sorti en 1974. C'est son deuxième double album après Something/Anything?.
Il se classe 54e aux États-Unis. Le single A Dream Goes On Forever atteint la 69e place du Billboard Hot 100.

## Titres
Toutes les chansons sont de Todd Rundgren, hormis Lord Chancellor's Nightmare Song, une reprise d'un extrait de l'opéra-comique Iolanthe de Gilbert et Sullivan.
| 1. | How About a Little Fanfare?      | 1:03 |
| 2. | I Think You Know                 | 3:04 |
| 3. | The Spark of Life                | 6:23 |
| 4. | An Elpee's Worth of Toons        | 2:09 |
| 5. | A Dream Goes On Forever          | 2:21 |
| 6. | Lord Chancellor's Nightmare Song | 3:32 |

| 1. | Drunken Blue Rooster                           | 3:00 |
| 2. | The Last Ride                                  | 4:48 |
| 3. | Everybody's Going to Heaven / King Kong Reggae | 6:38 |

| 1. | No 1. Lowest Common Denominator | 5:12 |
| 2. | Useless Begging                 | 3:40 |
| 3. | Sidewalk Cafe                   | 2:15 |
| 4. | Izzat Love?                     | 1:55 |
| 5. | Heavy Metal Kids                | 4:16 |

| 1. | In and Out the Chakras We Go (Formerly: Shaft Goes to Outer Space) | 5:47 |
| 2. | Don't You Ever Learn?                                              | 6:04 |
| 3. | Sons of 1984                                                       | 4:34 |

## Musiciens
- Todd Rundgren : chant, guitares, synthétiseurs, piano, piano électrique, orgue, basse, batterie, clavecin, boîte à rythmes, percussions
- Michael Brecker : saxophone
- Randy Brecker : trompette
- Kevin Ellman : batterie
- Bill Gelber : basse
- Wells Kelly : batterie
- Moogy Klingman (en) : piano, piano électrique, orgue, clavecin
- John Miller : basse
- Peter Ponzol : saxophone soprano
- Barry Rogers (en) : trombone
- Ralph Schuckett (en) : clavinet, orgue
- John Siegler : basse